# Атрать (село)
Атра́ть (рос. Атрать, чув. Атрать) — село у складі Алатирського району Чувашії, Росія. Адміністративний центр Атратського сільського поселення.
Населення — 561 особа (2010; 691 у 2002).
Національний склад:
- мордвини — 56 %
- мордва — 28 %